# Corona (heilige)
De heilige Corona van Egypte (Egypte of Syrië, circa 160 - 177) is een christelijke heilige en martelares. Haar naam wordt ook als Korona geschreven, of als Stephana of Stephania. Ze wordt vereerd als patroonheilige van de schattenjagers.

## Biografie
Haar hagiografie is verbonden met die van de heilige Victor van Damascus. Vaak worden ze ook samen genoemd. Victor was een Romeinse soldaat, afkomstig van het Italiaans schiereiland, die in Damascus diende ten tijde van keizer Antoninus Pius. Vanwege zijn christelijk geloof werd hij gemarteld en terechtgesteld. Zijn ogen werden uitgestoken en hij werd onthoofd. Dit vond plaats in Damascus.
Corona, een jong meisje, stond hem bij tijdens zijn marteling. Zij troostte hem en moedigde hem aan om vol te houden. Volgens de ene legende was ze de vrouw van een andere soldaat, en volgens een andere legende was ze de vrouw van Sint-Victor zelf. Vanwege haar hulp aan Victor werd ze gearresteerd en ook ter dood veroordeeld. Haar marteldood, die vermoedelijk verzonnen is, zou eruit bestaan dat ze aan twee met touwen neergebogen palmbomen werd vastgemaakt. De palmbomen werden vervolgens losgelaten waardoor ze in tweeën zou zijn gerukt.

## Verering
De katholieke kerk viert haar feestdag, samen met die van Sint-Victor, op 14 mei. Orthodoxen herdenken hen op 24 november, of 11 november volgens de juliaanse kalender.
Nabij het dorp Feltre, in Noord-Italië, aan de voet van de berg Miesna, staat de kerk van de heilige Victor en Corona. Deze kerk is na de Eerste Kruistocht opgericht door kruisvaarders uit Feltre. Ook in het Duitse Unterreit, Franse Ennezat en Italiaanse Grazzano Badoglio zijn er kerken gewijd aan de twee heiligen.
Sint-Corona wordt voornamelijk vereerd in Oostenrijk en het oostelijk deel van Beieren. In deze gebieden zijn verschillende bedevaartsoorden rond haar cultus te vinden. Ze wordt beschouwd als patrones van zaken die gepaard gaan met geld, zoals gokken en schattenjagen. Ze wordt ook genoemd als beschermheilige van slagers en van houthakkers. Dat laatste houdt verband met de wijze waarop ze werd gedood. Corona wordt voorgesteld als jonge vrouw in mooie gewaden met op het hoofd een kroon (haar naam), een martelaarspalm in de hand en een witte lelie (maagdelijkheid).
Otto III bracht in 996, na zijn keizerskroning, haar stoffelijk overschot naar Aken.

## Naam
Het Griekse woord stefanos betekent 'krans', terwijl corona een gelatiniseerde versie van het Griekse woord korone betreft, dat bij de Romeinen de hoofdbetekenis 'krans' heeft gekregen. In de christelijke iconografie verwijst het naar de "kroon van het eeuwig leven" die ze als martelares, gestorven voor het geloof, zou mogen dragen. De verwijzing naar 'kroon' zou ook in verband gebracht kunnen worden met de munteenheid kroon, gezien het feit dat haar patronage gelieerd is aan geldzaken.

### Connectie metcoronapandemie
In 2020 werd deze grotendeels vergeten heilige opnieuw bekend doordat Reuters en in navolging The New York Times over haar bestaan berichtten in relatie met de coronapandemie. Ze werd door het persagentschap foutief als patroonheilige tegen epidemieën genoemd. Dit gaat terug op het feit dat de plattelandsbevolking van Sankt Corona am Wechsel, een bedevaartsoord rond haar cultus, haar aanriep tegen ziektes onder hun vee.